# 20/22
«20/22» — российский пропагандистский четырёхсерийный мини-сериал, вышедший в 2024 году и посвящённый вторжению России на Украину. Премьера мини-сериала состоялась 23 февраля 2024 года на «Первом канале».

## Сюжет
Мини-сериал рассказывает о студентах факультета журналистики МГУ Даниле (Аристарх Венес) и его девушке Алисе (Дарья Кукарских). Данил имеет пропутинские политические взгляды, а Алиса — оппозиционные. После начала вторжения России на Украину Данил сопровождает Алису на антивоенный митинг для её безопасности, после чего его выгоняют из университета. Он ругается с Алисой, вступает добровольцем в батальон «Сомали» и отправляется на штурм Мариуполя. Там сериал показывает, как утверждается, военные преступления батальона «Азов». Алиса с тайно влюблённым в неё однокурсником Мишаней (Александр Югов) отправляются за Данилом. Данил сначала трусит, но постепенно превращается в Рэмбо, а Алиса и Мишаня переубеждаются и начинают поддерживать вторжение.

## В ролях
| Актёр                | Роль                               |
| -------------------- | ---------------------------------- |
| Аристарх Венес       | Данил                              |
| Дарья Кукарских      | Алиса                              |
| Александр Югов       | Мишаня                             |
| Алексей Шевченков    | Шорох                              |
| Владимир Карпук      | Артём                              |
| Дмитрий Богдан       | командир «Азова» Павло Грай        |
| Валентин Смирнитский | декан журфака Георгий Валентинович |
| Сергей Черданцев     | Иней                               |
| Виктория Токарева    | Искра                              |
| Лев Семашков         | Пётр                               |
| Семён Пегов          | камео                              |
| Павел Чуприн         | камео                              |
| Михаил Солодко       | капитан ВСУ Червоненко             |
| Хильда Кармен        | журналистка Ульяна Разумовская     |
| Кирилл Полухин       | командир «Сомали» Брест            |
| Александр Лыков      | депутат Александр Владимирович     |

## Производство и релиз
Режиссёром мини-сериалы выступил Андрей Симонов, ранее снимавший страстные мелодрамы, такие как «Поцелуй над пропастью», «Любовь по найму» и «Больше, чем любовь». Сценаристами выступили сам Симонов, а также опытный сценарист Денис Родимин, дебютанты Галина Попова и Александр Рябышев и боец батальона «Сомали» Ринат Есеналиев.
Съёмки начались весной 2023 года и проходили в оккупированном Мариуполе, а также в Москве, Московской и Ростовской областях.
Мини-сериал был создан «Первым каналом» совместно с Институтом развития интернета, Фондом поддержки военно-патриотического кино и администрацией оккупационной Донецкой Народной Республики. Продюсерская компания, снявшая фильм, — «Bubblegum Production», указанная в титрах как «BBG».
Мини-сериал вышел ко второй годовщине начала вторжения России в Украину. 22 февраля, накануне Дня защитника Отечества, в московском кинотеатре «Художественный» состоялся предпремьерный показ в закрытом формате, в присутствии специально приглашённых гостей и лояльной прессы. В этот же день мини-сериал вышел на онлайн-платформе 1tv.ru. Премьера мини-сериала прошла 23 и 24 февраля на «Первом канале».
Создатели позиционируют «20/22» как «первый фильм про СВО», при том что фильм «Свидетель» вышел раньше.

## Восприятие и отзывы
Российский историк культуры Михаил Эдельштейн пишет, что одним из пяти сценаристов мини-сериала является боец «Сомали» Ринат Есеналиев и «весь сериал напоминает обернутый в мелодраму и растянутый на три с лишним часа рекламный ролик „сомалийцев“», а также что в качестве коллективных отрицательных персонажей выступают батальон «Азов» и город Москва.
Эдельштейн пишет, что сериал вполне реалистичен — «в Москве разгоняют мирные митинги, из университета по первому намеку полиции и ФСБ отчисляют студентов», а в Украине «российские войска без всякого повода планомерно превращают в кучу щебня большой мирный город». Он отмечает, что в фильме никак не объясняется то, что до начала вторжения России в Украину в Мариуполе мирно жили люди, а после него город превратился в зону гуманитарной катастрофы — сюжет фильма полностью обходит этот вопрос.
Журналистка «Новой газеты Европа» Вера Куприна характеризует фильм как пропагандистский, прославляющий войну с Украиной и одновременно оправдывающийся за неё. Она также обращает внимание на шаблонность фильма: в ходе спора двух героев, один из которых не поддерживает войну, второй едет воевать в Украину, первый — «либерал» — «колеблется, но отправляется следом», участвует в боях, меняет свое мнение и начинает также поддерживать военные действия. Этот сюжет о «перековке» сомневающихся в необходимости войны она называет главной темой российских фильмов, посвященных войне с Украиной, таких как «20/22», «Позывной „Пассажир“» и «Свидетель».
Куприна пишет о нереалистичности фильма, отмечая сцены, в которых «Есеналиев срывает с себя всю защиту, отрывает лицо и, отстреливаясь от врага, криком читает Дане лекцию об истории Украины» и «один из азовцев рубит топором сотрудника школы и умывается его кровью», при том что российские солдаты «идут на вооруженных бойцов без брони: „из защиты у нас только крестик“». Также Куприна считает действия персонажей не поддающимися логике.